# Elland Road
Elland Road este un stadion de fotbal din Leeds, West Yorkshire. Este stadionul pe care Leeds United A.F.C. își joacă meciurile de acasă încă din 1919.